# Le Noyer-en-Ouche
Le Noyer-en-Ouche es una localidad y comuna francesa situada en la región de Alta Normandía, departamento de Eure, en el distrito de Bernay y cantón de Beaumesnil.

## Demografía
| 286 | 232 | 234 | 147 | 177 | 200 |
| Para los censos de 1962 a 1999 la población legal corresponde a la población sin duplicidades (Fuente: INSEE [Consultar]) |     |     |     |     |     |